# Peter Blume
Peter Blume (27 de octubre de 1906 - 30 de noviembre de 1992) fue un pintor y escultor estadounidense. Sus obras contienen elementos del arte folclórico, precisionismo, purismo parisino, cubismo y surrealismo.

## Biografía
Blume nació en Smarhon, Rusia (actual Bielorrusia) y en 1912 emigró con su familia a Nueva York, estableciéndose en Brooklyn. Estudió arte en Educational Alliance, en el Beaux-Arts Institute of Design y en la Liga de estudiantes de arte de Nueva York, hasta que estableció su estudio propio en 1926. Fue aprendiz de Raphael Soyer y Isaac Soyer, compartió exhibiciones artísticas con Charles Daniel y recibió apoyo financiero de la familia Rockefeller. Blume contrajo matrimonio con Grace Douglas en 1931; no tuvieron hijos que hayan logrado sobrevivir.

## Carrera
Admirador de la técnica renacentista, Blume trabajó como caricaturista antes de dedicarse a la pintura. Recibió una Beca Guggenheim en 1932 y pasó un año en Italia. Su primer reconocimiento importante le llegó en 1934, cuando ganó el primer premio por South of Scranton en una exhibición internacional del Instituto Carnegie. Para la pintura, se inspiró en un viaje a través de Pensilvania en un auto viejo que requería todo el tiempo ser reparado. En Eternal City (1934-1937) abarcó la temática política: la pintura muestra a Mussolini como un juguete sorpresa que emerge del Coliseo; dado que la obra se presentó en una exhibición de un solo artista y un solo cuadro, atrajo una gran atención por parte de la crítica y del público en general.
Las obras de Blume solían mostrar la destrucción y la restauración de forma simultánea. Aparecen muchas piedras y vigas; el público interpretó a The Rock (1944-1948) como una renovación simbólica después de la Segunda Guerra Mundial. Recollection of the Flood (1969) muestra a las víctimas de la inundación en Florencia de 1966 junto con los encargados de la reconstrucción haciendo su trabajo. The Metamorphoses (1979) invoca la leyenda griega de Deucalion y Pirra, quienes repoblaron el planeta después de un diluvio.

## Lectura complementaria
- Harnsberger, R.S. (1992). Ten precisionist artists : annotated bibliographies [Art Reference Collection no. 14]. Westport, CT: Greenwood Press.
- Trapp, F. (1987). Peter Blume. Nueva York: Rizzoli. ISBN 0-8478-0854-8